# Le Malzieu-Ville
Le Malzieu-Ville is een gemeente in het Franse departement Lozère (regio Occitanie). De plaats maakt deel uit van het arrondissement Mende. Het dorp is lid van Les Plus Beaux Villages de France. Le Malzieu-Ville telde op 1 januari 2022 743 inwoners.

## Geografie
De oppervlakte van Le Malzieu-Ville bedroeg op 1 januari 2022 7,8 vierkante kilometer; de bevolkingsdichtheid was toen 95,3 inwoners per km².
De gemeente ligt in de natuurlijke streek Margeride.

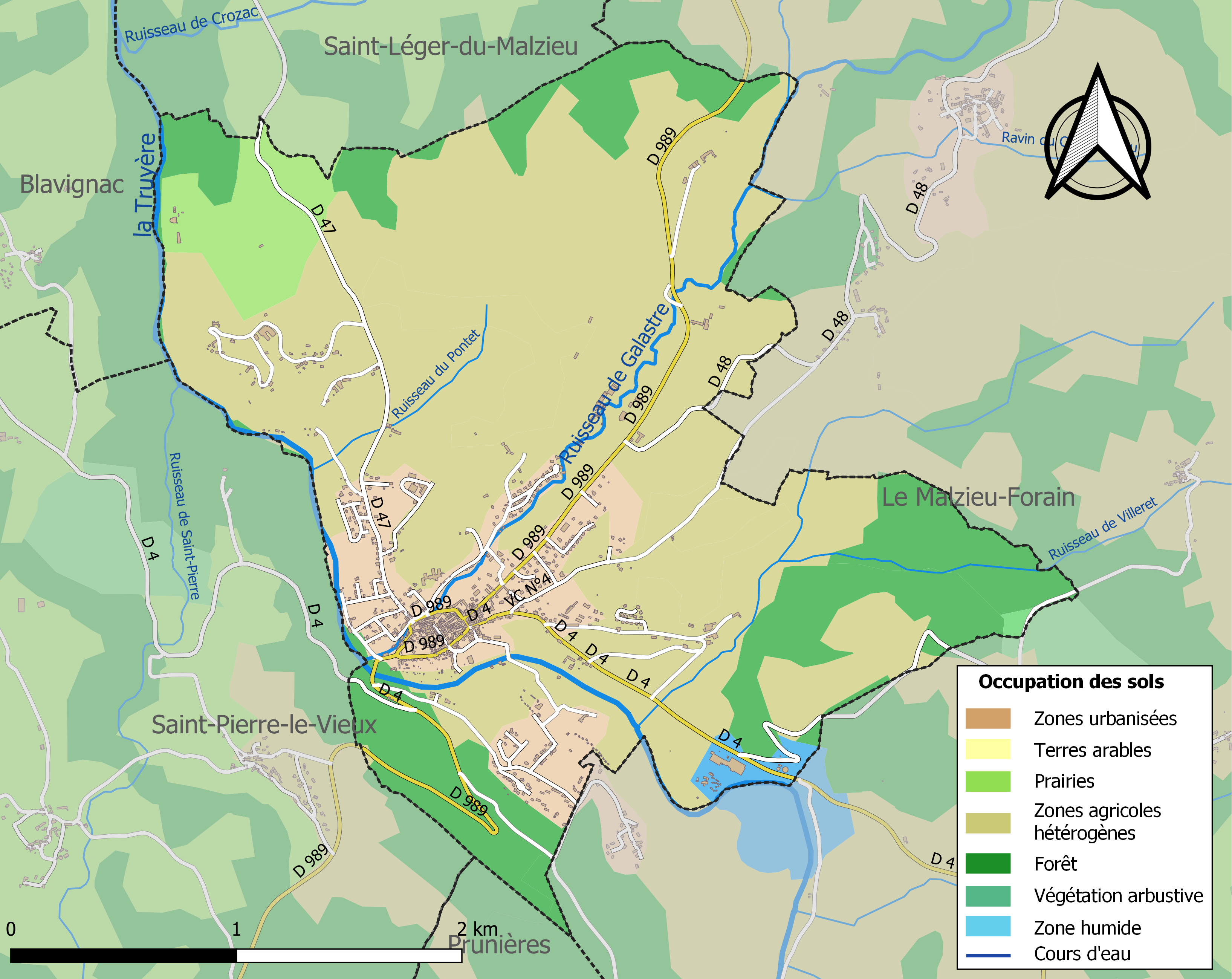
Kaart van de gemeente met de belangrijkste infrastructuur, bodemgebruik en omliggende gemeenten

## Demografie
Onderstaande figuur toont het verloop van het inwonertal (bron: INSEE-tellingen).